# Marco Giunio Bruto
(Marco Giunio Bruto)
Marco Giunio Bruto (in latino Marcus Iunius Brutus, pronuncia classica o restituta: [ˈmaːrkʊs ˈjuːnɪ.ʊs ˈbruːtʊs]; Roma, 85 a.C. o 79-78 a.C. – Filippi, 23 ottobre 42 a.C.), ufficialmente noto dopo l'adozione come Quinto Servilio Cepione Bruto (Quintus Servilius Caepio Brutus), è stato un politico, oratore, filosofo e studioso romano, senatore della tarda Repubblica romana e uno degli assassini di Giulio Cesare; fu difatti una delle figure preminenti della congiura delle Idi di marzo assieme a Gaio Cassio Longino e a Decimo Bruto.

## Biografia

### Famiglia e studi
Marco Giunio Bruto nacque nell'85 a.C. o forse nel 78-79 a.C. da Servilia, figlia di Quinto Servilio Cepione e nipote di Marco Livio Druso, e da Marco Giunio Bruto, tribuno della plebe dell'83 a.C., popularis e seguace del partito mariano. Nel 77 a.C. il padre Marco Bruto aveva partecipato alla sollevazione democratica del console dell'anno precedente M. Emilio Lepido contro il Senato oligarchico che era stata sanguinosamente repressa da Quinto Lutazio Catulo e da Gneo Pompeo. Quest'ultimo assediò a Modena Marco Bruto e lo costrinse alla resa; subito dopo lo fece sommariamente uccidere.
Sua madre Servilia era una donna molto affascinante e politicamente potente, la cui relazione con Gaio Giulio Cesare, nota a tutti, fu per quest'ultimo la più importante fra le sue molte relazioni sentimentali, e poiché essa era molto antica, a dire di Plutarco, Cesare aveva qualche motivo di credere che Bruto fosse suo figlio.
Grande peso sulla formazione del giovane Bruto ebbe suo zio Marco Porcio Catone, fratello uterino di Servilia, avversario politico di Cesare e personalità di spicco del partito conservatore, noto per i suoi costumi morigerati e irreprensibili e per l'attaccamento ai valori tradizionali. Di lui infatti Bruto volle farsi "imitatore".
Tra gli antenati del giovane poi, tanto da parte di madre quanto da parte di padre, figuravano due illustri e mitici tirannicidi, Lucio Giunio Bruto, fondatore della repubblica, e Servilio Ahala.
Risposatasi con il console del 62 a.C. Decimo Giunio Silano, Servilia aveva poi avuto altre tre figlie. Delle sorelle minori di Bruto, Giunia Prima sposò P. Servilio Isaurico - che sarà in seguito fra i leader dell'ala anti-antoniana del partito cesariano - Giunia Seconda fu moglie di M. Emilio Lepido, futuro triumviro e figlio del Lepido in rivolta con Bruto padre nel 77, e Giunia Terzia, detta Tertulla, sposò Cassio Longino.
Probabilmente intorno ai vent'anni, Bruto, assai verosimilmente per rientrare in possesso dei diritti di civis, si fece adottare da uno zio materno, altrimenti ignoto, Quinto Servilio Cepione, e divenne ufficialmente Quinto Servilio Cepione Bruto.
Il giovane Bruto studiò con grande zelo la filosofia, perfezionando la sua formazione - com'era costume dei giovani nobiles dell'epoca - in Grecia, e fra le scuole filosofiche aderì all'Accademia di Antioco di Ascalona; grande influenza su di lui ebbe anche lo stoicismo dello zio Catone Uticense. Fu inoltre studioso ed epitomatore di storia e appassionato di poesia e arte.
Scrisse tre trattati di argomento morale, per noi perduti, ma piuttosto apprezzati nell'antichità: "Sulla virtù", "Sulla pazienza" e "Sui doveri".
Bruto fu poco stimato dai posteri per le sue qualità oratorie e, benché Cicerone gli dedicasse un'opera, il Brutus, in cui esaltò le sue promettenti qualità in fatto di retorica, tuttavia lo riteneva in realtà un oratore poco ardente, "statico" e "sconclusionato". Bruto, insieme a Cicerone, fu infatti coinvolto in una querelle, che vide giovani oratori, che si definivano neoatticisti e che ricercavano la semplicità dell'eloquio, opporsi alla vecchia moda asiana, che prediligeva invece un parlare ridondante ed enfatico. Bersaglio polemico di questi giovani era però anche il grande oratore Cicerone, ritenuto arbitrariamente un rappresentante dello stile asiano, e che fu da Bruto definito "fiacco e smidollato".

### Attività politica e finanziaria

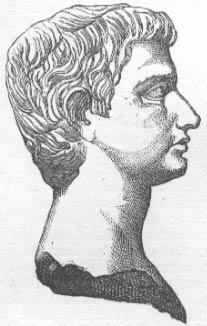
Disegno rappresentante un busto visto di profilo di Marco Giunio Bruto

In seguito al primo triumvirato (60 a.C.), Catone venne allontanato da Roma con un incarico onorifico, l'annessione di Cipro (58 a.C.), e volle al suo seguito Bruto, cui affidò il compito di amministrare le proprietà del re dell'isola, Tolomeo di Cipro, per conto del Senato, incarico che il giovane svolse con grande elogio di suo zio. Nel 54 a.C. Bruto fu poi triumviro monetale e, in quanto tale, fece emettere monete rappresentanti i suoi antenati tirannicidi, Lucio Bruto e Servilio Ahala, e la Libertas, ribadendo così le sue posizioni politiche repubblicane. E in tal senso si schierò anche con un pubblico discorso contro la deriva autocratica di Pompeo, che egli odiava - come si è visto - per motivi personali. Tuttavia negli stessi anni sposò Claudia, figlia del console Appio Claudio Pulcro, uno degli uomini di punta del partito pompeiano e suocero del maggiore dei figli di Pompeo. Nel 53 a.C. Bruto divenne questore al seguito di Claudio, governatore della provincia di Cilicia (che comprendeva ora anche Cipro), il cui malgoverno e la cui corruzione gli procurarono, al rientro a Roma, un'accusa per peculatus e maiestas.
Bruto, al seguito di suo suocero, si diede a prestare soldi a usura, per mezzo di prestanome, ad Ariobarzane, re di Cappadocia, che era però sull'orlo della bancarotta, e ai provinciali dell'isola di Salamina all'altissimo tasso d'interesse annuo del 48%, uno dei più alti dell'epoca e in aperta violazione alle leggi romane. La cosa destò particolare sconcerto in Cicerone, che subentrò a Claudio quale nuovo governatore della Cilicia. Cicerone dovette infatti constatare con amarezza come le azioni degli uomini di Bruto, armati di squadroni di cavalleria da Claudio, avevano portato quasi alla rovina la comunità di Salamina e perpetuato vessazioni che avevano provocato la morte per fame di cinque senatori dell'isola durante un assedio. Tornato a Roma, intanto, Bruto aveva fatto parte del collegio di difesa di Claudio, insieme all'insigne oratore Ortensio Ortalo e al suo nemico di sempre Pompeo, ottenendo l'assoluzione dell'imputato (51 a.C.).

### La guerra civile e il dominio di Cesare
Allo scoppio della guerra civile tra Cesare e Pompeo (49 a.C.), Bruto, non senza remore e destando grande sorpresa, a causa della notorietà della sua avversione per Pompeo, si unì al campo di quest'ultimo come legato del nuovo proconsole di Cilicia Publio Sestio. Benché dimostrasse grande dedizione alla causa repubblicana, tuttavia, all'indomani della disfatta di Farsalo, fu fra i primi a lasciare il campo per correre a chiedere il perdono di Cesare, il quale non tardò a concederglielo - in cambio di informazioni sui movimenti di Pompeo. Infatti, pare che, già prima della battaglia, Cesare avesse dato ordine ai suoi ufficiali affinché non fosse fatta violenza alcuna a Bruto. Bruto così lasciò nella notte l'accampamento repubblicano, abbandonando tanto Pompeo, in fuga verso l'Egitto, dove morì di lì a poco, quanto suo zio Catone, che continuò invece la sua strenua resistenza al dittatore.
Nonostante la posizione politica di Bruto apparisse particolarmente ambigua - il giovane infatti continuava a dichiararsi fermamente repubblicano - in un momento in cui Cesare aveva preso il potere a Roma, Cesare, nutrendo per lui una smaccata simpatia, gli concesse l'amnistia e, poiché cercava di attrarlo alla propria parte, una certa libertà d'azione, assegnandogli importanti incarichi di governo che diedero una netta accelerata alla sua carriera.
Nel 47 il giovane fu nominato per l'anno successivo governatore della Gallia Cisalpina, provincia di grande importanza strategica e che Cesare gli affidò mentre, lontano da Roma, combatteva le ultime resistenze repubblicane concentratesi in Nordafrica. Bruto governò questa provincia con grande senso di giustizia, rappresentando per gli abitanti del luogo sollievo dalle sventure causate dalla corruzione e dall'avidità dei precedenti governatori e tale fu la popolarità di cui godette che le popolazioni del luogo eressero in suo onore una statua a Milano, la quale sopravviveva ancora molti anni dopo la morte di Bruto in piena età augustea.
Del buon governo di Bruto fu particolarmente soddisfatto anche Cesare, che nel 44 lo nominò praefectus urbi, terza carica dello stato repubblicano, preferendolo sfacciatamente a suo cognato Cassio - anch'egli repubblicano passato a Cesare dopo essere stato sconfitto - nonostante fosse superiore a Bruto per età ed esperienza militare.
Da parte sua, l'altro influente leader politico conservatore, Cicerone, benché esiliato dalla politica in seguito alla vittoria di Cesare, cercò di sottrarre Bruto all'influenza di Cesare e, attraverso sei opere di carattere retorico e filosofico, il Brutus, i Paradoxa Stoicorum, l'Orator, il De finibus bonorum et malorum, le Tusculanae disputationes e il De natura deorum, tutte dedicate a Bruto e pubblicate negli anni della dittatura di Cesare, presentò all'opinione pubblica il giovane Bruto, che aveva fatto carriera grazie al favore di Cesare, come un uomo virtuoso, di ardenti sentimenti repubblicani e suo discepolo e amico, ribadendo inoltre le sue illustri discendenze da Lucio Bruto e dall'altro leader repubblicano Catone.
Intanto, con la sconfitta dei repubblicani in Nordafrica (febbraio 46) per opera di Cesare e la tragica morte di Catone, che preferì suicidarsi piuttosto che consegnarsi al dittatore, in Bruto si produceva una crisi profonda ed egli esortò Cicerone a scrivere un elogio funebre in memoria di suo zio, scrivendone poi un altro di suo pugno, cosa che suscitò la reazione di parte cesariana e di Cesare stesso, che rispose con un suo Anticatone. Nel 45, poi, Bruto divorziò da Claudia per sposare sua cugina Porcia, figlia di Catone.

### Il Cesaricidio

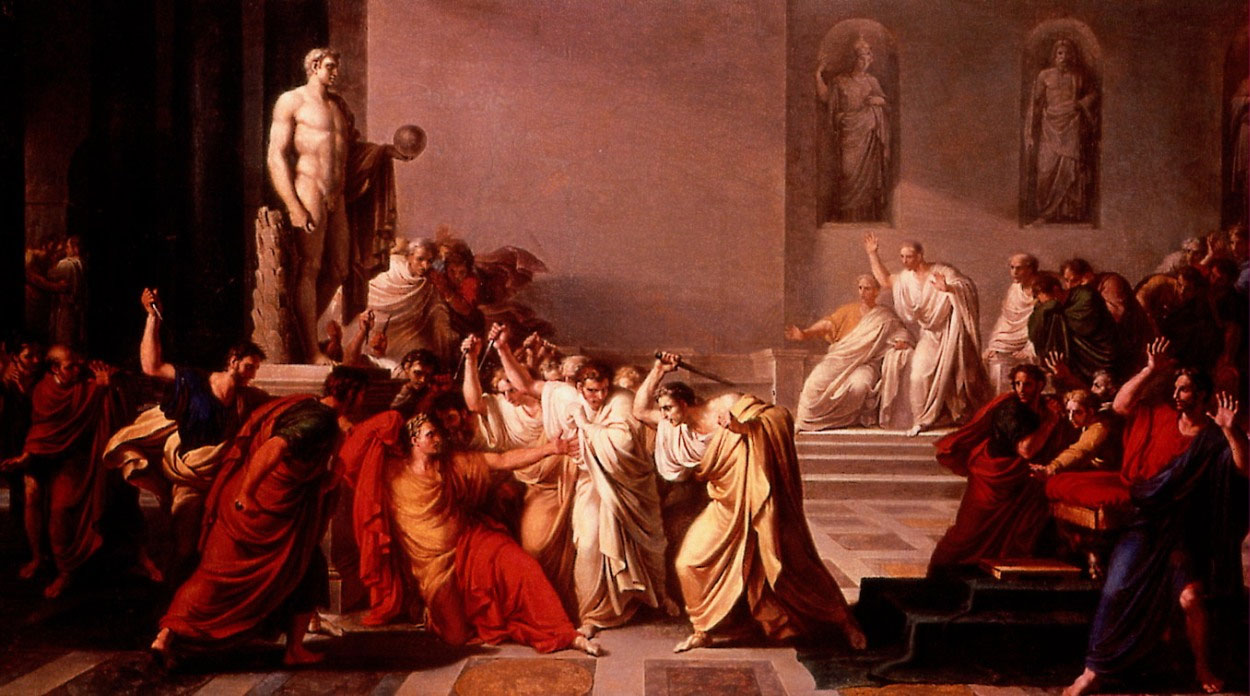
Vincenzo Camuccini, La morte di Cesare

Mentre il potere di Cesare si faceva sempre più autoritario, scomparivano le speranze condivise da molti, a cominciare da Bruto, che lo Stato repubblicano sarebbe presto stato restaurato dallo stesso Cesare. Una vasta congiura, partita da un ristretto gruppo guidato da Cassio Longino, si era così allargata fino a comprendere sessanta elementi, coprendo trasversalmente il Senato, dall'ala ultra-conservatrice di matrice catoniana fino a cesariani moderati che non avevano accettato la svolta autocratica del loro capo-parte. Troppo compromesso con il potere di Cesare, Bruto era stato inizialmente tenuto fuori dalla congiura, ma il suo nome fu richiesto da quanti, indecisi se aderire alla congiura, reclamavano una figura che garantisse la giustizia della loro impresa.
Nei primi mesi del 44 a.C., Cassio riallacciò i rapporti con suo cognato e Bruto, pressato da un'anonima campagna di biglietti lasciati sulla statua del suo antenato Lucio Bruto e nel suo tribunale di pretore, oltre a scritte sui muri, che lo richiamavano ai suoi doveri in quanto discendente del mitico tirannicida che cacciò Tarquinio ("Bruto, tu non sei Bruto!" e altre scritte simili), si lasciò infine cooptare nella congiura, diventandone insieme a Cassio il leader. Già in passato Bruto si era distinto per la sua volontà di non essere soggetto a nessuno e in un breve scritto, De dictatura Cn. Pompei, sosteneva che si può vivere onestamente anche senza che nessuno comandi e serva.
Cesare aveva preparato una grande campagna militare contro i Parti con l'intenzione di ristabilire l'egemonia romana in Asia, compromessa dal disastro di Crasso. A Roma venne messo in giro ad arte un oracolo secondo il quale il regno dei Parti avrebbe potuto essere sconfitto solo da un re; ciò andò ad aumentare le voci e i sospetti di aspirazioni monarchiche di Cesare. Fu allora ordita una congiura (guidata da Marco Giunio Bruto, Cassio Longino e Decimo Bruto) prima della sua partenza per l'impresa partica, programmata per la seconda metà di marzo. La data per l'attentato fu fissata al 15 marzo del 44 in occasione di una seduta plenaria del Senato e il piano si svolse con successo: Cesare, colpito da ventitré coltellate, cadde a terra morto. Secondo Plutarco e Appiano, egli tentò di difendersi finché non vide anche Bruto snudare il pugnale, prima di colpirlo all'inguine. A quel punto si tirò la toga sul capo e si abbandonò alla violenza dei colpi. Sia Svetonio sia Dione Cassio riferiscono che, secondo alcuni, le sue ultime parole, rivolte a Bruto, furono "Tu quoque, Brute, fili mi?" ("Anche tu, Bruto, figlio mio?").
Nonostante il successo dell'impresa, che aveva spinto Marco Antonio, console e braccio destro di Cesare, a scappare e aveva gettato nella confusione il partito cesariano, i cesaricidi persero ore preziose nel tentativo di accattivarsi il sostegno dei cittadini con discorsi sulla libertà, mentre i senatori, terrorizzati dalla vista dell'uccisione di Cesare, erano scappati seminando il panico in città. Il corpo di Cesare, abbandonato nella Curia, veniva infine portato via da alcuni suoi schiavi. Abbattuto Cesare, i cesaricidi non si erano preoccupati di eliminare anche i suoi principali collaboratori, Marco Emilio Lepido (che nel 49 a.C. aveva fatto nominare Cesare dittatore, nel 46 a.C. era stato console e nel 44 a.C. era magister equitum ed era già destinato a divenire governatore della Gallia Narbonese e della Spagna Citeriore) e il collega di consolato di Cesare per il 44 a.C., Marco Antonio, uno dei più fidati luogotenenti. Dopo il primo sbandamento, questi ultimi cominciarono a riorganizzarsi, mentre i cesaricidi dimostrarono la totale mancanza di un programma che andasse al di là dell'assassinio di Cesare e di una generica proclamazione di aver restaurato la libertà repubblicana da lui minacciata. I congiurati trovarono a Roma un'accoglienza così fredda che preferirono ritirarsi sul Campidoglio per decidere il da farsi.
Vista l'inazione dei congiurati, il partito cesariano si riorganizzò velocemente sotto la leadership di Marco Antonio, la cui vita, durante l'attentato, era stata risparmiata per decisione dello stesso Bruto. In quanto console e più alta carica dello Stato, Antonio si ritrovò così a capo del governo e i congiurati, campioni della legalità e rispettosi delle istituzioni tradizionali, finirono per rimettersi alla sua autorità. Due giorni dopo Antonio, in qualità di console, convocò una riunione del Senato nel corso della quale si avviò una politica di compromesso che assicurò la pace alla città: ai congiurati - assenti - si decise, su proposta di Cicerone, di concedere l'amnistia per l'assassinio di Cesare, mentre gli atti del dittatore venivano ratificati, conservando di fatto immutata la situazione e le cariche distribuite da Cesare.
Limitati sempre più nel loro potere d'azione, i congiurati - in seguito al parere decisivo di Bruto - cedettero inoltre alla proposta di Antonio di tributare pubblici e solenni funerali per Cesare. Così, il 20 marzo, il cadavere del dittatore, molto amato dal popolo, e martoriato dalle coltellate fu esposto alla vista dei cittadini. Fu data inoltre lettura del suo testamento, dove alcuni fra i congiurati erano nominati come eredi secondi o possibili tutori del figlio adottivo Ottavio, mentre al popolo lasciava, per pubblico uso, i giardini vicino al Tevere e 300 sesterzi a testa. Infine Antonio, pronunciando il suo elogio funebre, scosse vivamente l'emotività della folla e mostrando la toga insanguinata e trafitta dalle pugnalate, il dolore e l'indignazione del popolo si trasformarono rapidamente in rabbia. Ne seguì una violenta sommossa popolare durante la quale il corpo di Cesare fu cremato in un colossale rogo allestito in modo improvvisato sul luogo stesso e con il tributo di onori divini al defunto, mentre i cesaricidi erano costretti a rifugiarsi in tutta fretta nelle proprie case, assaltate poco dopo dalla folla.
Appena ebbe termine il rito funebre, la plebe si diresse, con le torce, verso la casa di Bruto e di Cassio; respinta a fatica si imbatté in Elvio Cinna e scambiandolo, per un equivoco di nome, con Cornelio Cinna, quello che il giorno prima aveva pronunciato una violenta requisitoria contro Cesare, lo uccise e la sua testa, conficcata su una lancia, fu portata in giro.

### L'esilio
Per la loro sicurezza, Marco Antonio esortò Bruto e Cassio a lasciare la città ed essi, essendosi ritrovati isolati, privi del sostegno sia della plebe urbana, sia di un senato filo-cesariano, sia dei soldati e dei veterani, ad aprile lasciarono l'Urbe. Assecondando poi le richieste di Antonio, i due congiurati, per preservare la pace, sciolsero le bande di partigiani repubblicani che si erano riunite intorno a loro, mentre invece Antonio, per parte sua, di lì a poco, fece ritorno a Roma dalla Campania con una nutrita scorta di veterani. Nel frattempo, gli altri congiurati Decimo Bruto e Trebonio partirono in quegli stessi mesi per le province assegnate loro da Cesare, la Gallia Cisalpina e l'Asia.
A maggio fece il suo ingresso a Roma il giovane Ottaviano, erede di Cesare, mentre il 1º giugno Antonio faceva approvare una legge che sottrasse a Decimo Bruto il governo della Gallia, conferito ora allo stesso Antonio. Il 5 giugno poi, nel tentativo di allontanare Bruto e Cassio con un incarico onorifico, veniva loro offerto il compito di acquistare grano dalla Sicilia e dall'Asia. La proposta suscitò l'ira furiosa di Cassio, mentre Bruto, indeciso sul da farsi, continuò ad attendere una qualche svolta favorevole, un accordo con Antonio e di conoscere l'andamento dei giochi Apollinari a Roma, indetti a suo nome in qualità di pretore. L'incrinatura nei rapporti con Antonio arrivò infine ai primi di agosto e i due pretori, Bruto e Cassio, lanciando minacce al console Antonio, si risolsero infine a partire per le province che erano state intanto assegnate loro, Creta e Cirenaica, innocue e prive di eserciti. Cicerone, invece, fece ritorno a Roma e, dopo una latitanza di circa sei mesi, si fece rivedere in Senato dove, il 2 settembre, diede inizio alla sua battaglia contro Antonio, attraverso una serie di discorsi, le Filippiche, nel corso delle quali portò avanti un'opera di idealizzazione dell'attentato contro Cesare e sostenne politicamente l'operato di Bruto e Cassio in Oriente e di Decimo Bruto in Gallia, e inoltre del giovane Ottaviano, che, mostrando a Cicerone la sua devozione per lui e per la patria, otteneva il sostegno dell'influente senatore.

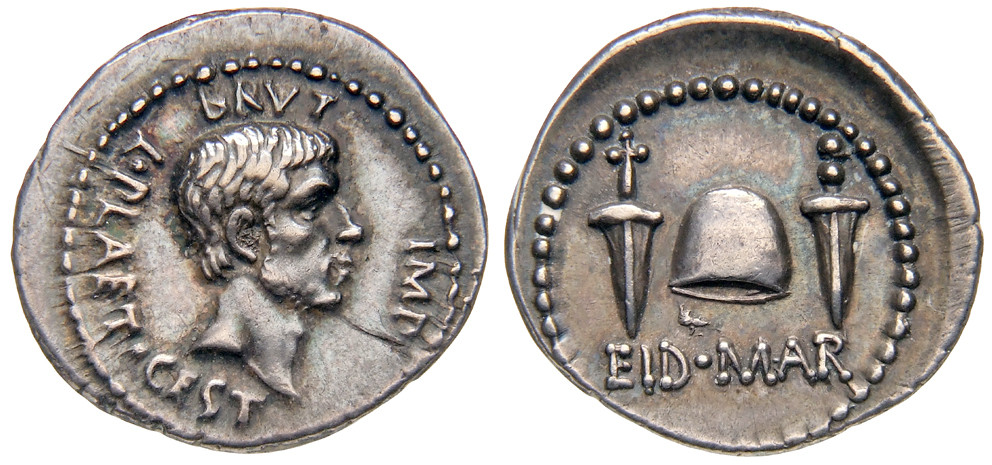
Denario di Bruto, coniato dal monetario Lucio Pletorio Cestiano, che reca al dritto la testa di Bruto e al rovescio EID • MAR ("Idi di Marzo") e un pileo tra due pugnali. Questa è una delle poche monete citate specificamente da un autore classico: Cassio Dione riporta (Storia romana, xlvii.25.3): "Bruto incise sulle monete che coniò la sua immagine e un pileo tra due pugnali, indicando con questi e con l'iscrizione che lui e Cassio avevano liberato la patria..."

Antonio, intanto, venuta meno la possibilità di mantenere un'intesa con il partito conservatore, si orientò sempre più verso una politica apertamente cesariana e, innalzando una statua a Cesare padre benemerito della patria, equiparava i cesaricidi a dei parricidi. Quando poi Antonio decise di entrare in carica come governatore della provincia della Gallia, si trovò di fronte all'opposizione di Decimo Bruto, che aveva intanto occupato la provincia. Prima della fine dell'anno Decimo Bruto e la città di Modena furono stretti d'assedio dall'esercito del console Antonio, dando così inizio nuovamente alla guerra civile. In quel periodo il Senato, dall'autunno del 43 all'estate del 42, si divise in tre fazioni principali: la fazione repubblicana guidata da Cicerone, quella antoniana di Caleno e quella cesariana anti-antoniana di Servilio Isaurico, cognato di Bruto e Cassio, e dei nuovi consoli Irzio e Pansa. Il complesso gioco di accordi e compromessi reciproci fra queste tre forze, sotto la guida e l'egemonia di Cicerone, diresse la politica di Roma di quei mesi, accrescendo la potenza delle personalità favorite da Cicerone, in particolar modo Bruto e Ottaviano.

### Le operazioni di Bruto e Cassio in Oriente
Nel frattempo, Bruto e Cassio, ignorando i loro incarichi quali proconsoli di Creta e Cirenaica, avevano in un primo momento raggiunto Atene, dove erano stati accolti con entusiasmo e ammirazione da intellettuali e filosofi greci dalla comunità cittadina che gli aveva tributato decreti onorifici ed eretto in loro onore statue nell'agorà, accanto a quelle dei tirannicidi ateniesi del VI secolo Armodio e Aristogitone. Bruto trascorse il suo soggiorno ateniese seguendo lezioni di filosofia e accendendo, con la sua presenza, i sentimenti filo-repubblicani dei giovani studenti romani.
Finalmente, nella prima metà di febbraio, il cesaricida diede sue notizie al Senato, informando con un dispaccio di avere il controllo di tutte le terre dall'Illirico alla Macedonia alla Grecia, vale a dire tutta la zona nord-orientale dell'Impero, e mettendo al servizio del Senato le sue truppe. Giunto in Oriente, infatti, Bruto aveva requisito illegalmente truppe e contributi dalle popolazioni provinciali e dai sovrani locali ed esautorato i governatori provinciali. La durezza con cui, sia lui sia Cassio, procedettero contro le città restie a collaborare - in particolare Rodi e i Licii - diede loro un'oscura fama che sopravvisse a lungo alla loro morte e arrivò al suo apice con l'inquietante caso della città licia di Xanto, dove si era concentrata la resistenza della popolazione Licia e i cui cittadini, vedendosi senza scampo, preferirono la morte piuttosto che perdere la libertà e compirono un suicidio di massa, mentre la città, assediata dalle truppe di Bruto, bruciava tra le fiamme. La cosa impressionò profondamente Bruto, che cercò di salvare più Xanti possibile, e quella vista lo indusse ad assumere una politica più diplomatica con le altre città licie.
Nonostante in Senato non mancassero voci di dissenso contro l'operato incostituzionale di Bruto, Cicerone, paventando la minaccia armata di Antonio e ribadendo la fama di virtù del giovane, riuscì a ottenere dal Senato l'ufficializzazione della posizione e delle operazioni del cesaricida in Oriente e Bruto fu così nominato proconsole della Macedonia, dell'Illirico e dell'Acaia, con il conferimento di poteri speciali per le necessità della guerra, che gli davano una larga libertà d'azione e potenza superiore a tutti i governatori e potentati di quell'area. Di lì a poco arrivarono anche notizie da Cassio, che aveva preso il controllo di Siria ed Egitto. Solo dopo la battaglia di Modena, però, l'ala conservatrice del Senato riuscì a ottenere anche per lui un comando straordinario sulle province d'Oriente e l'incarico di muovere guerra al cesariano Dolabella, che aveva intanto giustiziato il congiurato Trebonio, governatore d'Asia. Sia Bruto sia Cassio mossero allora contro Dolabella sconfiggendolo.
Sebbene la conduzione delle operazioni militari di Bruto in Oriente si svolse all'unisono con l'attività di Cicerone in Senato, vi furono motivi di tensione fra i due leader repubblicani a causa di due questioni fondamentali: l'alleanza stretta da Cicerone con Ottaviano, fortemente disapprovata da Bruto, e il trattamento riservato da Bruto a Gaio Antonio, fratello del console, che, nominato governatore della provincia di Macedonia, era stato sconfitto e fatto prigioniero da Bruto nel tentativo di raggiungerla. Nonostante gli inviti di Cicerone a non mostrare pietà verso i nemici finché la guerra non fosse finita e nonostante il Senato avesse poi destituito Gaio Antonio dal suo incarico di proconsole di Macedonia, tuttavia Bruto si rifiutò di sostituirsi al Senato e al popolo romano nel condannare un concittadino e, anzi, fece arrivare in Senato, senza informare Cicerone, due dispacci, uno suo e uno del "proconsole" Gaio Antonio, gettando confusione fra i senatori che, sapendo che Gaio Antonio era prigioniero di Bruto, temevano che egli non avesse un sufficiente controllo della situazione. Nonostante questo incidente in Senato e nonostante Gaio Antonio sobillasse le truppe di Bruto scatenando una rivolta e benché il Senato avesse intanto dichiarato Marco Antonio e i suoi seguaci nemici pubblici, Bruto continuò a rifiutarsi di giustiziare il suo prigioniero. Il tentativo di Bruto di ricercare un ennesimo tentativo di accordo con Marco Antonio non ebbe a ogni modo seguito, ma incrinò fortemente l'unità del partito repubblicano.
Nel frattempo, in primavera, l'assedio di Modena veniva risolto dall'intervento dei consoli Irzio e Pansa e di Ottaviano, che liberarono Decimo Bruto e misero in fuga Antonio. Durante la battaglia finale i consoli morirono e Ottaviano si rifiutò di mettersi al servizio di Decimo, che non poté così inseguire tempestivamente Antonio. La situazione si capovolse rapidamente e Decimo, braccato da Antonio, fu infine ucciso. A fine maggio poi l'esercito di Antonio si unì a quello del cesariano Lepido, cognato di Bruto e Cassio e che, fino ad allora, era stato obbediente agli ordini del Senato.
Ottaviano invece, a capo delle truppe di Modena, comprese quelle dei consoli deceduti, marciò su Roma. Le invocazioni fatte da Cicerone nei mesi precedenti a Bruto e Cassio affinché raggiungessero il prima possibile l'Italia, in modo da contrastare l'avanzata dei cesariani, rimasero inascoltate, così come le direttive del Senato di tenersi pronti a intervenire in Italia, decretando in tal modo la perdita delle posizioni repubblicane in Occidente. Il 19 agosto, con le truppe di Ottaviano fuori dalle mure di Roma, si svolsero in città le elezioni consolari, che videro eletti lo stesso Ottaviano e un suo parente, Quinto Pedio, promulgatore di una legge che istituì immediatamente un tribunale speciale per gli uccisori di Cesare: Bruto e Cassio furono condannati in contumacia. In autunno Ottaviano trovò un accordo con Antonio e Lepido, che fu ufficializzato da un triumvirato. I tre si spartirono le cariche politiche e i territori dell'Impero e, per evitare di lasciare a Roma un'opposizione in grado di riorganizzarsi e per reperire i fondi per affrontare la guerra contro Bruto e Cassio, i triumviri stilarono una lista di proscrizioni che decretò la morte e la requisizione dei beni di molti fra i più nobili cittadini di Roma. Vittima più illustre delle proscrizioni fu Cicerone, ucciso da sicari di Antonio. Numerosi nobili romani scapparono per raggiungere gli eserciti dei repubblicani, soprattutto di Bruto e Cassio, mentre in Italia si compì una rivoluzione sociale con espropriazione delle terre dei ricchi e rimpinguamento del Senato con creature dei triumviri. Rimesse in sesto anche in questo modo le loro finanze, i triumviri poterono ora rivolgere le armi verso l'Oriente, dove i cesaricidi Bruto e Cassio si erano costituiti una solida base di potere e avevano raccolto un consistente esercito.

### Le battaglie di Filippi
Con l'avvento del nuovo anno Cesare fu annoverato tra gli dèi dello Stato e Ottaviano, Divi filius ("figlio di un dio"), si preparò insieme ad Antonio ad affrontare la guerra decisiva per vendicare la morte del "padre della patria" e debellare definitivamente l'opposizione "repubblicana".
Gli ultimi tempi prima della fine furono segnati per Bruto da una serie di presagi e in special modo dalla visione o dall'incubo - a seconda delle fonti - di un'ombra (in alternativa descritto come uno spettro, un genio o un daimon). Dalla testimonianza di Plutarco si ricava che Bruto, già abituato per natura ed esercizio a dormire poco, nel periodo della guerra aveva ulteriormente ridotto le ore di sonno giornaliere. Nel corso della notte, mentre era solo, gli si presentò così l'apparizione terribile e strana di un corpo mostruoso che dichiarò di essere il suo demone cattivo e che si sarebbero rivisti a Filippi, al che Bruto rispose: «Ti vedrò». La mattina dopo Cassio, che era seguace di Epicuro, cercò di rassicurarlo confortandolo sul fatto che i demoni non fossero entità reali e che Bruto avesse avuto quella visione perché troppo affaticato; lo stesso Plutarco sembra condividere in parte quest'affermazione.
Occupate le posizioni a Filippi, Cassio in seguito allestì la strategia per la guerra, che consisteva in sostanza nel temporeggiare. Avendo infatti conquistato una netta superiorità geografica e strategica, i campi di Bruto e Cassio - inattaccabili e protetti da barriere naturali su tutti i fronti - detenevano il controllo tanto del mar Ionio che dell'Egeo e impedivano così l'arrivo di rifornimenti ai campi di Antonio e Ottaviano. Con l'approssimarsi dell'inverno, quindi, gli eserciti cesariani si sarebbero presto trovati in grave difficoltà e privi di rifornimenti, avrebbero finito per disperdersi.
Riunendo i loro eserciti, si erano però verificati tra Bruto e Cassio non pochi litigi, presto risolti. Il comportamento di Bruto, del resto, non mancava di compromettere la sua autorità di comandante, poiché egli si mostrava, in alcune occasioni, inflessibile paladino della legalità, in un momento in cui invece, secondo Cassio, sarebbe stata necessaria maggiore flessibilità. In altre situazioni, invece, nonostante Bruto avesse abituato i suoi soldati a un regime morigerato, li aveva però forniti di armi rivestite d'oro e di argento in abbondanza e, disprezzando la spilorceria dei suoi nemici, aveva distribuito ai suoi soldati cinquanta dracme a testa, di contro alle cinque dracme date da Antonio e Ottaviano ai loro soldati. Tuttavia, nonostante tali generosi benefici economici e la superiorità tattica, fu impossibile per i repubblicani frenare le diserzioni che si fecero sempre più numerose e che spinsero Bruto a scendere a battaglia, rinunciando così alla strategia di Cassio. Antonio, infatti, consapevole della gravità della situazione del suo esercito, cercò in tutti i modi di indurre i soldati di Bruto e Cassio a defezionare, lanciando libelli di propaganda oltre le mura, o di spingerli al combattimento ingiuriandoli per la loro vigliaccheria perché si rifiutavano di andare a battaglia. I soldati di Bruto, punti nell'orgoglio, attaccarono allora le truppe di Antonio, senza aspettare l'ordine dei capi. Dopo il disordine iniziale, la prima battaglia di Filippi (inizi ottobre del 42) si organizzò su due fronti paralleli: da una parte i soldati di Bruto sconfissero le truppe di Ottaviano e si lanciarono a saccheggiarne l'accampamento senza preoccuparsi di accerchiare i nemici, che si diedero così alla fuga, dall'altra Antonio ebbe invece la meglio su Cassio, che, rifugiatosi sulla collina di Filippi, assistette alla disfatta delle sue truppe.
Benché il primo scontro non fosse stato dunque decisivo, Cassio, convinto, a causa di un terribile malinteso, che anche Bruto fosse stato sconfitto e che fosse quindi tutto perduto, si diede la morte.
Seguirono tre settimane di stasi, durante le quali gli eserciti di Antonio e Ottaviano cominciarono a sentire le privazioni per la mancanza di rifornimenti. Nello stesso periodo, inoltre, gli ammiragli repubblicani del mar Ionio avevano intercettato e distrutto una flotta che stava trasportando due legioni in sostegno dei cesariani. Forse perché non raggiunto tempestivamente da questa informazione, Bruto, ormai privo della maggiore competenza militare di Cassio e preoccupato dalle sempre più numerose diserzioni, cedette infine alle pressioni dei suoi soldati e ufficiali, su cui non riusciva a esercitare sufficiente autorità a causa del suo carattere mite e poco autoritario e del fatto che i soldati di Cassio non lo riconoscevano come loro capo. Bruto si decise così a tentare nuovamente la sorte in battaglia e la seconda battaglia di Filippi si concluse con una rovinosa disfatta. Il cesaricida, messosi al riparo sui monti con pochi amici, attese di conoscere le dimensioni della disfatta. Saputo però che il suo accampamento non era stato invaso dai nemici ed era ancora protetto dai suoi soldati, mandò alcuni dei suoi ufficiali a chiedere alle legioni che erano salite con loro se volessero forzare le posizioni nemiche e andare a riprendersi il campo. I soldati tuttavia rifiutarono, dichiarando di non voler rinunciare alla rimanente speranza di accordo con i cesariani. Bruto, a quel punto, rivolto ai suoi amici disse che, se le cose stavano così, egli non era più di alcuna utilità allo Stato.
Abbandonate le speranze, Bruto si diede allora a recitare versi tragici e a piangere gli amici caduti in battaglia e, quando fu pronto, strinse la mano a ognuno dei presenti dicendo di provare un grande piacere perché nessuno di loro lo aveva deluso, di dolersi della fortuna solo a causa della patria e che riteneva sé stesso più felice dei vincitori, perché lasciava dietro di sé una fama di virtù che essi non avrebbero mai potuto lasciare e si fosse pensato che gli ingiusti avevano ucciso i giusti e detenevano un comando che non spettava loro. Affermò che bisognava fuggire, ma non con i piedi bensì con le mani. Tra le sue ultime parole fu la celebre frase «Virtù! Tu non eri altro che un nome, ma io ti ho adorata davvero come se fossi vera, ma non sei mai stata altro che una schiava della sorte». Si ritirò poi in disparte con alcuni amici, tra cui Stratone che, tenendo ferma la spada, aiutò Bruto a suicidarsi.
Secondo Appiano, Valerio Massimo e Plutarco, quando il corpo di Bruto fu trovato, Antonio lo avvolse nel più prezioso dei suoi mantelli di porpora e, quando seppe che il mantello era stato rubato, mise a morte il ladro. Mandò quindi i resti di Bruto a sua madre Servilia a Roma. Saputa la notizia, la moglie di Bruto si tolse anch'ella la vita. Secondo Svetonio, invece, Ottaviano oltraggiò il corpo del cesaricida, decapitandolo e mandando poi la testa a Roma facendola gettare ai piedi della statua di Cesare.

## Opere

### Orazioni
- De dictatura Cn. Pompei (sopravvissuto un solo frammento riportato da Quintiliano);
- Pro Milone, esercitazione retorica in difesa di Milone, in cui si sosteneva la legittimità dell'assassinio in quanto era stato ucciso un cattivo cittadino, Clodio[97] (perduta);
- Pro rege Deiotaro, orazione pronunciata davanti a Cesare nel 47 in favore di Deiotaro re di Galazia e poi pubblicata[98] (perduta);
- Contio Capitolina, discorso pronunciato in Campidoglio dopo la morte di Cesare e poi revisionato in vista di una sua pubblicazione[99] (perduta).

### Opere filosofiche
- De virtute, dedicata a Cicerone (perduta);
- De patientia (perduta);
- De officiis (perduta).

### Opere storiche
- Epitome delle Storie di Polibio[100] (perduta);
- Epitome degli Annali di Celio[101] (perduta);
- Epitome di Fannio[102] (perduta).

### Epistole
- Epistulae ad Brutum, due libri di 26 lettere, cui si aggiungono pochi frammenti, indirizzate da Cicerone a Bruto (17 lettere) e da Bruto a Cicerone (8) e ad Attico (1) fra la primavera e l'estate del 43 a.C.;
- Epistole greche, raccolta di lettere scritte in greco da Bruto alle comunità orientali durante le operazioni militari in Oriente negli anni 44-42 a.C.

### Opere poetiche
- Carmina[103] (perduti).

### Altre opere
- Cato, elogio funebre in memoria di Catone (perduto).

## Cronologia
- 85 a.C. o 79-78 a.C. Nasce a Roma.
- 77 a.C. Muore suo padre Marco Giunio Bruto, fatto uccidere a tradimento da Pompeo.
- 59 a.C. ca. È adottato da uno zio materno diventando ufficialmente Quinto Servilio Cepione Bruto.
- 58 a.C. È assistente di suo zio Catone nell'annessione di Cipro.
- 54 a.C. È triumviro monetale.
- 54-53 a.C. Sposa Claudia, figlia di Appio Claudio Pulcro.
- 53 a.C. È questore in Cilicia al seguito di Appio Claudio governatore; presta soldi a usura ai provinciali dell'isola di Salamina.
- 51 a.C. Conosce Cicerone.
- 49 a.C. Scoppia la guerra civile fra Cesare e gli ottimati guidati Pompeo, Bruto si unisce al campo di quest'ultimo insieme a Catone e a Cicerone.
- 48 a.C. Dopo la disfatta di Farsalo chiede e ottiene il perdono di Cesare.
- 46 a.C. Cicerone gli dedica il Brutus, un trattato sulla storia dell'oratoria a Roma. Seguiranno altre cinque opere nel giro di un paio d'anni: i Paradoxa stoicorum; l'Orator; il De finibus bonorum et malorum; le Tusculanae disputationes; il De natura deorum. È governatore della Gallia Cisalpina su nomina di Cesare. In seguito alla sconfitta dei repubblicani in Nordafrica, Catone si suicida a Utica; Bruto chiede a Cicerone di scrivere un Elogio funebre in suo onore e ne scrive poco dopo uno di suo pugno. Cesare risponde con l'Anticatone.
- 45 a.C. Divorzia da Claudia per sposare sua cugina Porcia.
- 44 a.C. È praefectus urbi su nomina di Cesare. Viene cooptato da suo cognato Cassio in una congiura per attentare alla vita di Cesare, insieme ad altri eminenti personalità tra cui Decimo Bruto e Trebonio. Uccide Cesare nella Curia (15 marzo). Nel corso di una seduta del Senato è concessa ai congiurati l'amnistia in cambio della ratifica degli atti di Cesare (17 marzo). Durante i funerali di Cesare scoppiano dei violenti tumulti e Bruto e Cassio sono costretti a lasciare Roma (20 aprile). Bruto e Cassio, isolati politicamente, decidono di partire dall'Italia e raggiungono Atene (agosto). Antonio assedia Decimo Bruto a Modena (dicembre).
- 43 a.C. Bruto invia un dispaccio al Senato informando di avere il controllo di Illirico, Macedonia e Grecia e mette al servizio dello Stato le sue truppe. Il Senato ratifica le sue operazioni nominandolo governatore della Macedonia, dell'Illirico e dell'Acaia (febbraio). È rotto l'assedio di Modena dai consoli Irzio e Pansa e da Ottaviano che liberano Decimo e mettono in fuga Antonio. I consoli muoiono nei giorni della battaglia decisiva (aprile). Decimo inseguito da Antonio viene ucciso. Muore Porcia (giugno). Dolabella, braccato da Bruto e Cassio, si fa uccidere a Laodicea (luglio). Ottaviano marcia su Roma ed è eletto console (19 agosto). Bruto e Cassio sono condannati in contumacia per l'assassinio di Cesare. Ottaviano, Antonio e Lepido formano il secondo triumvirato, allestiscono un esercito per muovere guerra a Bruto e Cassio (autunno) e redigono liste di proscrizione, di cui è vittima Cicerone (dicembre).
- 42 a.C. Prima battaglia di Filippi: Bruto sconfigge Ottaviano, ma Antonio sconfigge Cassio, che si suicida (inizi ottobre). Seconda battaglia di Filippi: il suo esercito è sconfitto e Bruto si uccide aiutato dall'amico Stratone (fine ottobre).

## Bruto nei secoli: valutazioni successive e fortuna letteraria

### L'età augustea
Con l'avvento del principato augusteo non ci furono operazioni ufficiali di condanna della memoria di Bruto. Gli scritti e le orazioni del cesaricida continuarono a essere letti per secoli e anche da uomini di governo: Augusto stesso, quando era già piuttosto in là con gli anni, leggeva ancora un'opera da lui scritta, l'Elogio di Catone, e in risposta a quest’opera scrisse i Rescripta Bruto de Catone. Le opere filosofiche di Bruto furono molto apprezzate anche da Seneca e dall'imperatore Marco Aurelio. Augusto conservò a Bruto gli onori, permettendo che una sua statua, eretta a Mediolanum in onore del suo governatorato, rimanesse al suo posto, e lodando i vecchi amici di Bruto - e ora suoi amici - che si mostravano fedeli alla memoria del tirannicida. In tal maniera Augusto riuscì ad aggirare l'opposizione di matrice repubblicana, che, ancora dopo Filippi, si era concentrata intorno alle figure di Catone, Bruto e Cassio e agli scritti di Cicerone. Mostrando un formale rispetto per le istituzioni repubblicane e per il nome di Bruto, Augusto infatti portò avanti le sue riforme cooptando nella sua amministrazione repubblicani di punta.
Nel clima di restaurata libertà e di pacificazione del principato augusteo, ci fu un vero e proprio fiorire di biografie e aneddoti sulla vita di Bruto e - a dire dello storico Cremuzio Cordo - nessuno di quanti tramandarono le imprese dei due cesaricidi lo fece senza onorarle: Tito Livio si riferì a loro come a uomini eminenti, Asinio Pollione li menzionò con rispetto, Messalla Corvino ricordava ancora Cassio come "suo comandante".
Anche lo storico Nicolao di Damasco, apologeta entusiasta di Augusto, nei frammenti sopravvissuti della sua biografia di Augusto riferisce del prestigio di cui godeva Bruto.
Il figlio di Porcia e figliastro di Bruto, Lucio Calpurnio Bibulo, scrisse una piccola opera in memoria di Bruto, tramandando alcuni aneddoti che resero celebre nell'antichità l'amore di Bruto e Porcia.
Il retore greco Empilo di Rodi, amico stretto di Bruto, scrisse una breve opera sull'assassinio di Cesare, intitolata Bruto.
Il filosofo Publio Volumnio, amico e commilitone di Bruto, fu la fonte da cui Plutarco trasse le notizie dei vari presagi che precedettero la battaglia di Filippi e soprattutto in merito all'apparizione a Bruto del suo demone cattivo.
Anche Messalla Corvino riferì di vari aneddoti e notizie della guerra. Tutti questi autori tramandarono la memoria di Bruto e della sua virtù, che continuò a essere diffusa per tutta l'antichità resistendo anche alle accuse di parricidio che, lanciate già da Marco Antonio e dai cesariani dopo le Idi di marzo, trovarono larga eco negli storici successivi.

### L'età antica
Tiberio fu meno tollerante del suo predecessore: quando morì Tertulla, vedova di Cassio e sorellastra di Bruto, (22 d.C.) le immagini di Cassio e Bruto, fra quelle del corteo funebre, spiccavano per la loro assenza. Nel 25 lo storico Cremuzio Cordo subì un processo per aver lodato Bruto e chiamato Cassio l'ultimo dei romani. Si suicidò prima del verdetto e il Senato decretò il rogo dei suoi libri.
Lo storico Velleio Patercolo sottolineò con amarezza come la clemenza di Cesare gli si fosse ritorta contro e di Bruto e Cassio disse che il secondo fu un soldato migliore di quanto il primo fosse un uomo migliore e che dei due avresti scelto Bruto come amico, mentre il secondo come nemico era più temibile e, in caso di vittoria dei repubblicani, sarebbe stato preferibile per Roma avere come capo Bruto piuttosto che Cassio.
Valerio Massimo definì l'omicidio di Cesare un "mostruoso assassinio", un "pubblico parricidio" che doveva essere punito e criticava fortemente Bruto perché con il parricidio aveva annullato tutte le sue virtù.
Sotto il regno di Nerone, Trasea Peto, che era solito celebrare i genetliaci di Bruto e Cassio, venne descritto dal proprio accusatore, nel processo per lesa maestà, come emulo di Bruto.
Seneca offrì a sua madre Elvia motivi di consolazione sull'esilio tratti dal De virtute di Bruto e nel suo trattato De beneficiis affrontò la ormai tradizionale questione se Bruto avrebbe dovuto oppure no accettare la vita da parte di Cesare, visto che lo giudicava degno di ucciderlo. Pur ritenendo che in altre occasioni Bruto si era comportato da grand'uomo, Seneca giudicava che in occasione del cesaricidio avesse però sbagliato e non avesse agito secondo i princìpi dello stoicismo, poiché infatti non può darsi migliore sistemazione per uno Stato che sotto un re giusto. Seneca inoltre pensava che la situazione politica e sociale di Roma non era più quella dell'epoca degli antenati che Bruto si era illuso di poter restaurare. Tuttavia, per quanto riguardava invece l'aver accettato la vita da Cesare, riteneva che Bruto avesse agito rettamente, né per questo aveva il dovere di considerare Cesare come un padre perché solo con la violenza egli si era acquisito il diritto di fare il bene.
Nel suo poema epico-storico incompiuto Pharsalia, Lucano immaginava che, durante la battaglia di Farsalo, Bruto, travestito da semplice soldato, tentasse di uccidere Cesare. Il poeta, esortando il suo personaggio a non anticipare il suo glorioso gesto, lo appellava "gloria dell'impero, ultima speranza del Senato, ultimo grande nome di un casato tanto illustre nei secoli".
Titinio Capitone, che ricoprì incarichi nell'amministrazione imperiale sotto Domiziano, Nerva e Traiano e fu amico di Plinio, aveva ornato la propria casa con le statue di Bruto, Cassio e Catone.
Giovenale considerava Bruto e Catone i modelli di uomo buono.
Lo scrittore greco Plutarco scrisse una biografia di Bruto largamente influenzata da una tradizione favorevole al cesaricida, facendone l'eroe in lotta contro il tiranno ed esaltando la sua virtù e la sua profonda dottrina. La biografia di Bruto, nel progetto delle Vite parallele, era in parallelo con la biografia di Dione.
L'imperatore Marco Aurelio, rendendo omaggio ai suoi maestri nel primo libro dei Pensieri, ringraziava Severo per avergli fatto conoscere Trasea Peto, Elvidio Prisco, Catone, Dione e Bruto e per aver concepito uno Stato in cui le leggi e i diritti fossero uguali e in cui esistesse un potere regio che apprezzasse soprattutto la libertà dei sudditi.
Lo storico Appiano di Alessandria nelle Guerre civili condannò duramente il cesaricidio, un "grande sacrilegio contro un uomo sacro e inviolabile", che fu motivato da invidia e irriconoscenza, ma non mancò di esaltare la fama di saggezza e mitezza di Bruto.
Secondo Cassio Dione una funesta pazzia si era abbattuta su uomini invidiosi dei successi di Cesare e pieni d'odio per la sua maggiore popolarità, spingendoli così a un gesto illegale ed empio, sebbene però poco dopo lo storico riconosca che Cesare si era acquistato dell'odio non del tutto immotivato e che il popolo fu lieto di essersi liberato della tirannide. Inoltre, poiché un Impero vasto e ricco come quello romano non poteva mantenersi saggio in democrazia e quindi la monarchia era inevitabile e giovevole, se Bruto e Cassio avessero meditato su ciò, non avrebbero ucciso il protettore dello Stato e non si sarebbero resi colpevoli di infinite sciagure per loro stessi e i loro contemporanei. Anche lui, a ogni modo, faceva menzione della virtù di Bruto.

### Medioevo e Rinascimento

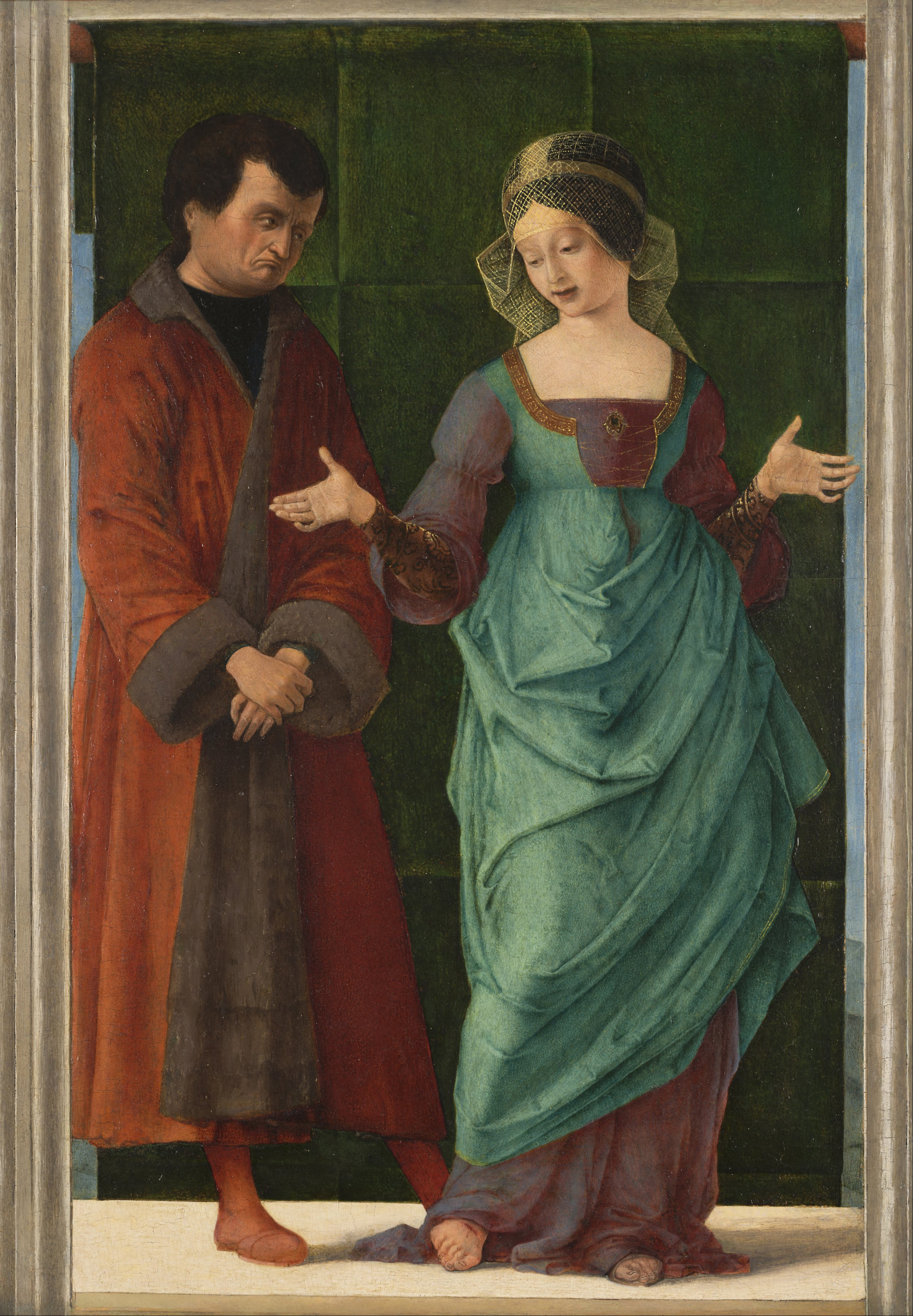
Ercole de' Roberti, Bruto e Porzia (1486-1490 circa)

Giovanni di Salisbury nel Policraticus (3, 15; 4, 25; 8, 7; 8, 17; 8, 19), prendendo posizione in merito al coevo dibattito sui limiti della sottomissione e del diritto a opporsi all'autorità, si schierò in difesa del tirannicidio, atto legittimo, giusto e onesto, poiché il tiranno è l'immagine della malvagità demoniaca, così come il re giusto (chiamato princeps) lo è della divinità. Tuttavia, riguardo a Cesare, osservava che nessuno fu più di lui simile a un vero princeps, e infatti tutti i suoi atti avevano ottenuto l'approvazione del popolo, ma poiché aveva conseguito il potere con le armi veniva considerato un tiranno. Circa Bruto riconosceva che era stato motivato dall'amore della libertà, di cui niente può essere più ambito.
Tommaso d'Aquino nello Scriptum super libros Sententiarum (2 dist. 449; 2a 2) giunse alla conclusione che un cristiano non è tenuto a ubbidire a un tiranno, se questi si è impossessato del potere con la violenza o illegalmente. Riprendendo poi la giustificazione dell'uccisione di Cesare fatta da Cicerone nel De officiis, accennava, mostrando di condividerle, alle parole di lode riservate a quanti uccidono i tiranni per liberare la patria. Tuttavia nella sua ultima opera, pubblicata postuma, De regimine Principis, affermava che il tirannicidio era in ogni caso estraneo all'insegnamento evangelico.
Con Dante la percezione di Bruto cominciò a cambiare radicalmente. Il grande scrittore considerò infatti il cesaricida come il prototipo del traditore. Nella Commedia l'ultimo girone dell'Inferno (nel canto XXXIV) è dominato dalla figura di Lucifero con tre teste, da ognuna delle quali pendono, graffiati e masticati in eterno, i più grandi peccatori della storia: Giuda Iscariota, Bruto e Cassio, colpevoli di aver tradito i propri benefattori e, nel caso dei due cesaricidi, di aver attentato alla vita del fondatore dell'autorità imperiale. Nel De Monarchia, infatti, Dante teorizzava che l'impero fosse stato voluto da Dio e che il potere imperiale fosse esercitato per assicurare la giustizia fra gli uomini.
Nell'Italia rinascimentale vi fu però un rifiorire degli antichi ideali repubblicani e, quando Cola di Rienzo si proclamò tribuno a Roma, Francesco Petrarca lo definì "il terzo Bruto" (Epistolae 3, 426).
Chaucer, nel suo Monk's Tale, in una rapida allusione a "questo falso Bruto" mostrava di considerare Bruto unicamente come traditore dell'amico.
Coluccio Salutati nel suo trattato De Tyranno cercò di dimostrare che Cesare non poteva considerarsi veramente un tiranno, poiché i suoi atti erano stati ratificati dal Senato e i congiurati più in vista avevano ricoperto incarichi pubblici sotto il suo governo. Chi non dirà - si chiedeva quindi l'autore - che essi non a buon diritto ma ingiustamente colpirono il padre della patria e il più giusto dei principi? A giudizio di Salutati la miglior forma di governo era infatti il governo di un re giusto e Roma aveva bisogno di un regime monarchico. Dante dunque aveva giudicato rettamente collocando Bruto e Cassio nelle profondità dell'Inferno.
Leonardo Bruni nei  Dialogi ad Petrum Histrum mette in scena una conversazione fra Coluccio Salutati e altri interlocutori, fra cui Niccolò Niccoli che, rivolgendosi a Salutati, gli chiede se, a suo parere, Dante, che era l'uomo più dotto del suo tempo, non sapesse in che modo Cesare si fosse impossessato del potere, come avesse soppresso la libertà e come tutti gli storici antichi riconoscessero concordemente la virtù di Bruto. Dante sapeva bene tutto ciò, ma volle rappresentare in Cesare il principe legittimo e in Bruto il fazioso, il sedizioso, lo scellerato.
Nel Comento sopra la Comedia (1481), Cristoforo Landino spiegava come Dante, considerando l'imperatore romano come la massima autorità temporale di tutta la cristianità, così come il papa ne era la massima autorità spirituale, rappresentò Cesare come il simbolo dell'Impero senza far riferimento alla sua figura storica, che era invece quella di un usurpatore. Allo stesso modo Bruto e Cassio simboleggiavano gli uccisori del vero monarca e non sé stessi, poiché infatti sarebbe stata un'inaudita crudeltà da parte di Dante e aliena dalla sua dottrina ed equità porre in un tale eterno supplizio degli uomini che, se fossero stati cristiani, avrebbero acquisito con il loro gesto un onoratissimo seggio nel supremo cielo.
Niccolò Machiavelli nel Discorsi sopra la prima Deca di Tito Livio (1531) scrive che chi lauda Cesare, si è ingannato dalla sua grande gloria e Bruto avesse voluto di restaurare la libertà di patria, ma non riuscì a farlo, perché il popolo della tarda età repubblicana era stato corrotto, tanto che l’autorità e severità di Bruto con tutte le sue legioni orientali non bastò a incitarlo a difendere quella libertà che esso, a similitudine del primo Bruto, gli aveva restituita.
Sir Thomas Elyot nel Governour 3, 6 (1531) scriveva che la slealtà o il tradimento raramente sfuggono a una grande vendetta, anche quando si presentano dietro il velo di una causa necessaria. Era il caso, ad esempio, di Bruto e Cassio, nobili romani e uomini di alte virtù che, affettando un nobile zelo per la libertà e il bene comune della loro città, uccisero Giulio Cesare che in loro riponeva la massima fiducia e che aveva usurpato il dominio dell'impero. Bruto e Cassio pensarono così di restituire l'antica libertà al Senato e al popolo, ma non riuscirono a realizzare il proprio fine.
John Carion nella sua Chronicle 85 (1532) condannò recisamente l'omicidio di Cesare, scrivendo che Dio non tollerò che un delitto di tale gravità restasse a lungo impunito e infatti tutti coloro che avevano cospirato per uccidere Cesare - come già aveva riportato Plutarco - furono uccisi essi stessi poco tempo dopo. E nella dedica della traduzione inglese di Appiano (1578) scriveva che questa storia dimostrava come il castigo di Dio colpisca sempre quelli che cospirano contro il proprio principe.
A Firenze, città di tradizioni repubblicane, lo spirito di libertà, alimentato dalla riscoperta dei classici, fu - come si è visto nel caso di Landino, Bruni e Niccoli - particolarmente forte e, quando Lorenzino de' Medici uccise suo cugino il duca Alessandro si presentò come un novello Bruto, liberatore e tirannicida (1537). Venne salutato così come il Bruto toscano e lodato in versi latini. Fece inoltre coniare una medaglia ispirata a quella coniata in Oriente da Bruto con il suo ritratto su un lato e il berretto frigio incorniciato da due pugnali sull'altro.
L'episodio fu anche fonte di ispirazione di un capolavoro di Michelangelo Buonarroti, il busto di Bruto, un "non finito" oggi conservato al Bargello di Firenze, la cui realizzazione fu proposta all'artista da Donato Giannotti, già segretario della Repubblica fiorentina, fervente repubblicano e ammiratore di Bruto.

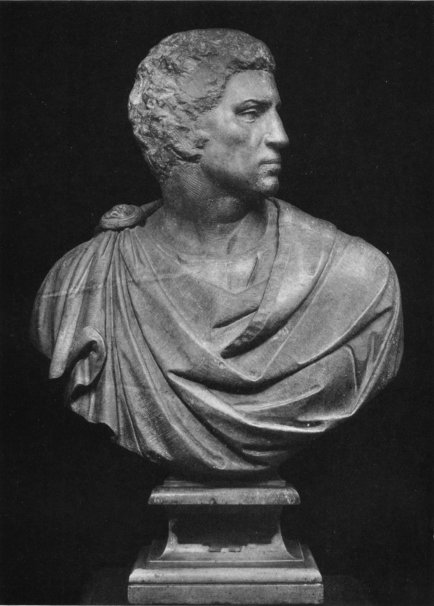
Michelangelo, Lorenzino de' Medici ritratto come Bruto

Nel suo dialogo De' Giorni che Dante consumò nel cercare l'Inferno e 'l Purgatorio, Donato Giannotti discuteva con Michelangelo Buonarroti circa la condanna dantesca di Bruto. Secondo l'autore, Bruto e Cassio avrebbero dovuto essere collocati in un posto d'onore del Paradiso e probabilmente Dante o ignorava che Cesare era un tiranno oppure non conosceva le lodi unanimi che gli scrittori antichi tributavano a Bruto. Nel tentativo di difendere Dante, Michelangelo rispondeva ricorrendo all'interpretazione del Landino per cui i personaggi di Cesare, di Bruto e di Cassio nella Divina Commedia  non corrispondevano ai personaggi storici reali. Considerando poi come il gesto dei cesaricidi portò solo a un peggioramento della situazione, il personaggio di Michelangelo si chiedeva se non sarebbe stato meglio che Cesare continuasse a vivere anche se si fosse proclamato re. Egli, del resto, avrebbe anche potuto restituire la libertà alla patria, se non fosse stato ucciso. Fu inoltre un atto di grande presunzione uccidere un capo di Stato, giusto o ingiusto che fosse, e l'assassinio non poteva in nessun caso considerarsi una via per ottenere il bene.
Giannotti fu anche autore di una tragedia su Bruto ambientata a Filippi, non pervenuta e forse mai ultimata, di cui riferiva a un corrispondente nel 1533.
Nel 1544 il giovane M. A. Muret (Muretus) scrisse in latino una tragedia sulle Idi di Marzo, in cinque brevi atti intervallati da canti corali, ispirata ai precetti oraziani e al modello di Seneca. Nel dramma la morte di Cesare avviene fuori dalla scena e alla fine egli appare per annunciare la propria ascesa al cielo e la punizione che attende i colpevoli. La tragedia fu rappresentato al Collège de Guyanne di Bordeaux, di cui era allievo Montaigne, il quale vi ebbe una parte dominante.
Nel 1558 Jacques Grévin, allievo di Muret, compose il César (o La Mort de César), primo dramma sulle Idi di Marzo scritto in una lingua moderna. Il dramma si concludeva con un discorso di Antonio ai soldati per incitarli alla vendetta.
Nel 1579 fu pubblicato il saggio Vindiciae contra Tyrannos firmato con lo pseudonimo Junius Brutus, uno scritto anonimo sulla legittimità della rivolta contro l'oppressore che proveniva, all'interno di una nutrita produzione dell'epoca, dall'esperienza dei protestanti francesi perseguitati. L'uccisione di Cesare veniva ritenuta giusta perché la tirannide era ancora allo stadio iniziale. Tuttavia se la tirannide otteneva un riconoscimento formale del proprio potere, a giudizio dell'autore, non restava che rassegnarsi.
Protagonista di un nuovo dramma storico nel 1592, la Porzia  di Robert Garnier, era invece Porcia, moglie di Bruto. Il dramma culminava nella tragica morte della donna, suicida dopo aver saputo della fine di suo marito. Bruto però, lontano da Roma, non compariva mai nel dramma.
Al 1594 risale il dramma in lingua italiana Il Cesare di Orlando Pescetti, dove il personaggio di Bruto riveste un ruolo più importante che nei drammi precedenti. L'opera, dedicata al duca di Ferrara, paragonato a Cesare, si conclude da un lato con un coro di cittadini che loda Bruto e la libertà e dall'altro con un coro di soldati che piange la morte di Cesare e minaccia la guerra. Come nei drammi di Muret e Grévin sono rispettate le unità aristoteliche e la storia si limita quindi alla sola azione del cesaricidio.
Bruto fu per la prima volta protagonista di una tragedia nella breve opera in latino del giovane letterato tedesco Michael Virdung, il Brutus (1596). L'azione ha luogo dopo la morte di Cassio e inizia con l'apparizione dello spettro di Cesare per terminare con il suicidio di Bruto. Unici personaggi di rilievo sono Bruto stesso e Antonio e l'opera, probabilmente incompiuta, si caratterizza per l'ammirazione tributata dall'autore agli ideali repubblicani del protagonista.

### Fra Cinquecento e Seicento: Shakespeare e il teatro inglese
In Inghilterra, dove le unità aristoteliche non venivano rigidamente rispettate, si colloca l'anonima Tragedie of Caesar and Pompey o Caesar's Revenge (datata all'ultimo decennio del sedicesimo secolo). La storia ha inizio a Farsalo e prosegue con l'assassinio di Pompeo in Egitto, l'incontro di Cesare con Cleopatra, il suicidio di Catone a Utica, la morte di Cesare e, in conclusione, la battaglia di Filippi. Il dramma - secondo il frontespizio dell'edizione del 1607 - fu rappresentato privatamente dagli studenti del Trinity College di Oxford. Bruto appare sin dalla prima scena, dove Pompeo lo definisce "seconda speranza di Roma amaramente oppressa". Tuttavia nell'ultimo atto il cesaricida si pente della sua ingratitudine verso Cesare, il cui spettro gli appare minacciando vendetta.

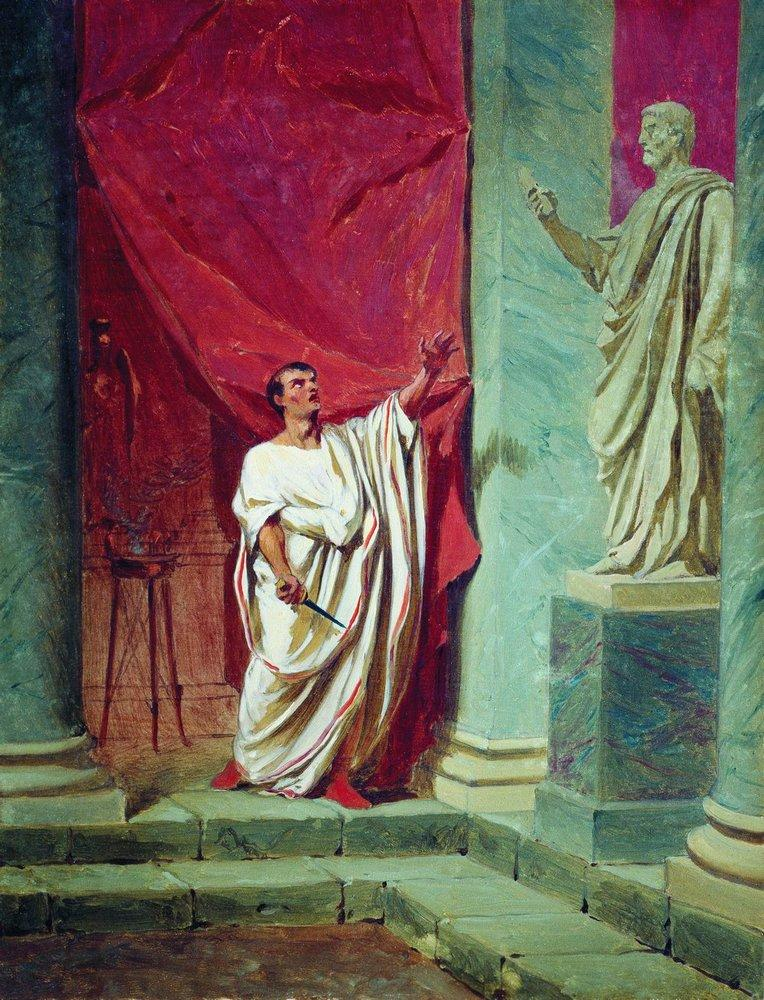
Fedor Bronnikov, Bruto davanti alla statua di Pompeo

L'opera teatrale più famosa sulle Idi di Marzo fu però scritta nel 1599 da William Shakespeare. Il materiale del suo Giulio Cesare fu tratto dalle Vite di Cesare, Bruto e Antonio di Plutarco e infatti il personaggio di Bruto, cui è riservato un posto di rilievo nel dramma, (persino Cesare ricopre un ruolo secondario nella tragedia rispetto a Bruto) è in gran parte costruito sul modello del Bruto plutarcheo. Bruto, uno stoico, non è invidioso della gloria di Cesare, ma teme l'idea del potere illimitato, anche se esercitato dal responsabile Cesare.Tuttavia, rivolgendo le sue ultime parole a Bruto, Cesare dice Et tu Brute, parole derivate probabilmente da Svetonio. La narrazione si dipana dalle Idi di Marzo fino a Filippi e Bruto, ben più di Cesare - assente per la maggior parte del dramma - è l'eroe del dramma. La scena nel foro, in cui Bruto e Antonio a turno parlano al popolo, è una delle più riuscite e i due discorsi - di cui nulla è tramandato dalle fonti antiche - furono scritti da Shakespeare, con accortezza stilistica per le diverse personalità dei due oratori, sulla base della testimonianze di Plutarco. Alla fine del dramma, dopo la morte di Bruto, Antonio ha per lui parole di elogio, definendolo il più nobile di tutti i romani e aggiungendo "La sua vita è stata magnanima. E gli elementi si trovarono in lui così commisti che la natura poté levarsi per proclamare a tutto il mondo: 'Questi era un uomo'."
Nel 1609 fu pubblicata inoltre The Tragedy of Julius Caesar dello scozzese Sir William Alexander, il quale probabilmente non conosceva l'opera di Shakespeare. Opera di erudizione più che teatrale, la tragedia di Alexander era più conforme ai modelli classici e, benché il coro lodi la libertà, dall'opera non emerge nessun messaggio politico.

### Tra Seicento e Settecento: il teatro francese e l'età delle rivoluzioni
In Francia, patria del dramma classico, fra il diciassettesimo e il diciottesimo secolo videro la luce almeno cinque drammi ispirati alla morte di Cesare o di Bruto, nessuno dei quali mostrava l'influenza del modello shakespeariano. Nel 1645 fu rappresentata per la prima volta La Porcie Romaine di Claude Boyer, che si conclude con il suicidio di Bruto e Porcia, entrambi a Filippi. In quest'opera le questioni politiche non sono importanti quanto i sentimenti: Bruto è il marito affettuoso e Porcia è rappresentata come modello della virtù romana.
Intanto, nella prima Difesa contro Salmasio, John Milton scriveva che Cesare era stato ucciso in quanto tiranno e che i cesaricidi furono gli uomini più nobili del loro tempo, lodati grandemente da Cicerone, benché avrebbe preferito che Cesare, per quanto tiranno, potesse essere risparmiato. Nella sua raccolta di pensieri, poi, Milton accennava all'errore di Bruto e Cassio che si sentirono disposti a liberare la patria, ma che non tennero conto che la patria non era ancora matura per essere libera.
Nel 1653 sempre in Francia fu messa in scena La Mort de César di Georges de Scudery, dedicata al cardinale Richelieu. Il dramma si distingue per l'ammirazione tributata a Cesare e per le critiche rivolte ai suoi uccisori e a Bruto in particolare. Prevenendo le critiche che avrebbero potuto essergli mosse dagli ammiratori di quest'ultimo, Scudéry affermava che, se Bruto si fosse veramente votato alla libertà della patria, avrebbe dovuto morire dopo Farsalo e non divenire un adulatore di Cesare, e quindi poi un "parricida". Il personaggio di Bruto è del tutto privo di fascino, un insincero adulatore di Cesare, che è invece fiducioso e magnanimo. Il dramma si conclude con l'annuncio della divinizzazione di Cesare.
Immediatamente dopo apparve La Mort de Brute et de Porcie. La Vengeance de la Mort de César di Guion Guérin de Bouscal, ambientata a Filippi, dove si trova anche Porcia. A parte questa variazione, il dramma è abbastanza fedele al racconto plutarcheo e si conclude con la morte di Bruto, seguita da quella della consorte.
Nei suoi Discourses concerning Government il repubblicano inglese Algernon Sidney considerò Giulio Cesare fra quelli che usurpano il potere con la violenza o l'inganno e accennò al "nobile tentativo" di Bruto e Cassio di restituire la patria alla libertà. Sidney fu giudicato un emulo di Bruto e James Thomson, nel poemetto le Stagioni, lo definì "il Bruto britannico".
Nel 1656 Abraham Cowley pubblicò un'ode pindarica, ricca di lodi a Bruto e reminiscenze dell'opera di Plutarco, e dove prendeva le difese del tirannicida contro le accuse di ingratitudine verso Cesare. La composizione era probabilmente un tentativo di riconciliarsi con il nuovo governo repubblicano e i versi in cui accennava alla successione di Bruto a Cesare sembrano alludere a Cromwell.
Nel Dizionario storico-critico del filosofo francese Pierre Bayle (prima ediz. 1695-7), Bruto è descritto invece come un repubblicano fanatico, pur dotato di nobili qualità, ma che erano state offuscate dall'uccisione di un benefattore. Cesare meritava a ogni modo la morte, ma non di certo per l'iniziativa di alcuni privati.
Nel 1710 fu pubblicata la prima opera teatrale sulle Idi di Marzo scritta da una donna, La Mort de César di Marie-Anne Barbier. La storia veniva arricchita di nuovi intrecci sentimentali con l'introduzione del personaggio di Ottavia, nipote di Cesare e sorella del futuro Augusto. L'autrice immaginava che della giovane fosse innamorato Antonio, ma che Cesare, temendo Bruto e desiderandone il favore, progettasse di fargli sposare Ottavia, mentre Porcia sarebbe andata sposa ad Antonio. Nonostante Cesare cedesse infine ai sentimenti dei suoi pupilli, ne attirò comunque il risentimento, che culminerà infine - dopo che ebbe accettato il diadema regale - con l'adesione di Bruto alla congiura.
Scritto nel 1718 e pubblicato nel 1726, il Giulio Cesare del letterato italiano Antonio Conti fu seguito, nel 1744, da un altro dramma dello stesso autore, Marco Bruto, il cui punto di vista era però quello di Bruto.
Nel 1722 John Sheffield, duca di Buckingham, nel tentativo di migliorarla, scompose la tragedia di Shakespeare in due diverse tragedie: The Tragedy of Julius Caesar, abbastanza fedele al testo originario con aggiunte e modifiche lessicali, e The Tragedy of Marcus Brutus, ambientato ad Atene e a Filippi, con l'aggiunta del personaggio di Giunia, moglie di Cassio, e dell'infelice amore per lei del giovane Vario.
Nel 1731 fu portato a termine La Mort de César di Voltaire, messa in scena privatamente nel 1733 e nel 1735. Pubblicata nel 1736, ma presentata sulle pubbliche scene solo nel 1743, l'opera fu concepita dopo aver assistito a una rappresentazione del Giulio Cesare di Shakespeare, che Voltaire giudicava un genio vissuto in un'epoca di barbarie. Dopo aver tradotto l'elogio funebre di Antonio, volle comporre di suo pugno un nuovo dramma, sullo stile inglese, in cui inserì la traduzione del discorso di Antonio, unico elemento shakespeariano del dramma. Il dramma è incentrato sul rapporto fra Bruto e Cesare, il quale all'inizio della storia rivela a Bruto di essere suo padre, sperando così di spingerlo a mutare le sue opinioni politiche tanto inflessibili. Bruto però ha già stretto un accordo con i congiurati, e, saputa la notizia da Cesare, ne rimane sconvolto, chiedendogli poi, se è veramente suo padre, di rinunciare al potere. Cesare allora lo disconosce. Bruto, diviso fra i sentimenti per Cesare e il dovere verso la patria, rende partecipi gli altri congiurati del suo travaglio, rassicurandoli però sulla fermezza delle proprie intenzioni. Una nuova scena tra padre e figlio, in cui ognuno chiede all'altro di rinunciare alle proprie posizioni, si conclude con Bruto che si allontana in lacrime per non comparire più sulla scena. È infine Cassio ad annunciare al popolo la morte di Cesare.
In Inghilterra, intanto, dopo la Rivoluzione Gloriosa (1688), che trasformò il governo da regime assolutistico a monarchia costituzionale, agli inglesi piaceva pensare alla propria patria come alla terra della libertà, che aveva preso il posto della Roma di età repubblicana, e guardavano al coevo stato di abbandono in cui versava la città di Roma come a una conseguenza della perdita della libertà. James Thomson, in particolare, nel poemetto Liberty (3, 480-483), invocava la Libertà personificata, che, dopo aver abbandonato Roma a Filippi, "dove giace nella polvere / l'ultimo dei Romani, l'ineguagliabile Bruto", si era rifugiata in Britannia. Thomson precedentemente, nel poema Winter (523-6), si era appellato all'"infelice Bruto, dall'animo gentile, / il cui saldo braccio, spinto dalla maestosa virtù, / levò contro l'amico il ferro romano."
Non altrettanto fervente ammiratore della moderna politica inglese, Jonathan Swift, a ogni modo, in uno dei suoi trattati politici, aveva definito Catone e Bruto i due romani più virtuosi. Nei Viaggi di Gulliver (cap. 7), poi, quando il protagonista giunge su un'isola dove dei maghi sono in grado di evocare gli spiriti, chiede di poter vedere l'antico senato romano, che gli sembrò una riunione di eroi e semidei, e, in un'altra stanza, una moderna assemblea, che gli apparve invece come un branco di merciai e teppisti. Facendoglisi innanzi Bruto e Cesare, Gulliver è colpito dalla vista del primo, che generò in lui un profondo senso di venerazione, poiché i tratti del suo volto rivelavano la più perfetta virtù, coraggio e amor patrio. Bruto e Cesare inoltre andavano molto d'accordo e Cesare infatti riconosceva che le sue più grandi imprese erano di molto inferiori alla gloria di chi gliele aveva sottratte. Gulliver ebbe anche l'onore di conversare con Bruto, che gli disse di essere in compagnia del suo antenato Giunio, di Socrate, di Epaminonda, di Catone il Giovane e di Tommaso Moro, un sestumvirato cui tutte le età del mondo non erano in grado di aggiungere un settimo membro.
Nella raccolta di scritti Cato's Letters, sul tema della libertà civile e religiosa, e che ottenne una vasta diffusione, uno degli autori, Thomas Gordon, scrisse alcuni saggi elogiativi di Bruto, due di essi traduzioni delle lettere assai critiche di Bruto a Cicerone e altri due difese di Bruto stesso per la sua azione contro Cesare, definito uno dei più grandi ladri e assassini mai vissuti, assolutamente malvagio e indubbiamente un tiranno. Era un comune principio di libertà fra i saggi antichi - argomenta l'autore - che ognuno avesse il diritto di eliminare chi voleva eliminare tutti e Bruto, che doveva solo fedeltà alla repubblica, disdegnò i favori dell'oppressore.
nell'Ode on Mr Pulteney di Nugent (1739) l'azione di Bruto è definita "colpo divino".
Anche Mark Akenside, nel Pleasure of the Imagination, esaltava il tirannicidio compiuto da Bruto.
Pratica assai diffusa, poi, fra scrittori, artisti e repubblicani inglesi, ma sostanzialmente inoffensiva, era all'epoca quella di portare un anello con il sigillo ispirato alla moneta fatta emettere da Bruto con i pugnali e il berretto frigio.
Uguale parere dell'enciclopedista francese Bayle, in merito all'illegalità sia del governo di Cesare sia della sua uccisione, espresse anche J.-B- Crevier negli ultimi volumi della Storia Antica di Rollin, di cui fu curatore. Doveva trattarsi a ogni modo di idee largamente accettate, tant'è che Montesquieu (Considerazioni sulle cause della grandezza dei Romani e della loro decadenza) osservò invece come la colpa di Cesare era consistita proprio nell'aver posto sé stesso aldilà della portata di qualsiasi punizione che non fosse l'assassinio.
Nel 1741 lo storico inglese Conyers Middleton, nella sua Vita di Cicerone, espresse anch'egli un giudizio su Bruto, ma ricorrendo all'analisi dei dati storici e con un approcciò che segnò in quei decenni i primi passi della moderna storiografia. Middleton, basandosi sulle lettere inviate da Bruto a Cicerone, accusò il tirannicida di ostentare il rigore di uno stoico e l'austerità di un antico romano, mentre in realtà la sua natura sensibile e compassionevole lo spingevano ad azioni di effeminata debolezza. Uccise, ad esempio, il suo benefattore per restituire la libertà alla patria, ma risparmiò Antonio, il cui sacrificio era necessario per la stessa causa. Quando poi il cognato Lepido fu dichiarato nemico pubblico, egli espresse un assurdo risentimento pensando alla sicurezza dei beni dei suoi nipoti, come se non potesse avere in seguito la possibilità di provvedere egli stesso, se avesse vinto, o non l'avrebbe fatto il loro padre, in caso contrario. Rimproverava inoltre a Cicerone di essere prodigo di onori verso gli altri, ma ne pretendeva per sé un'immensa porzione e, dopo che, grazie all'aiuto di Cicerone aveva ottenuto la ratifica del comando più straordinario mai conferito ad alcuno, e di cui si era impadronito arbitrariamente, si dichiarò contrario a tutti gli incarichi straordinari. L'opera di Middleton ebbe un'ampia diffusione, contribuendo a indebolire in Inghilterra la visione tradizionale di Bruto come modello di virtù romana.
Anche l'attore, poeta e drammaturgo Colley Cibber, nel saggio The Character and Conduct of Cicero (1747), espresse un giudizio negativo su Bruto e definì Cesare il vero difensore della libertà, che salvò Roma da sé stessa, mentre Bruto invece pretese di salvarla da un tiranno inesistente.
Sia Middleton sia Cibber furono citati dallo storico Nathaniel Hooke che, nella sua Roman History (1738-71), accusava i cesaricidi di ingratitudine e, pur riconoscendo la fama di cui godeva Bruto nell'antichità, rilevava le numerose prove di avidità, orgoglio e crudeltà.
Il Cicero di Middleton esercitò una certa influenza anche sul giovane Edward Gibbon, autore nel 1765-6 di un Character of Brutus (pubblicato postumo nel 1814) in cui si chiedeva in cosa consistesse la divina virtù di Bruto. Gibbon giudicò il progetto politico di Bruto di ampia portata e forse inattuabile, ma attuato in modo incerto e disgraziato. Bruto non si mostrò mai, né come statista, né come generale, all'altezza della missione che aveva intrapreso e, invece, ottenne con la morte di un usurpatore mite e generoso una serie di guerre civili e il regno di tre tiranni, la cui intesa e i cui contrasti furono ugualmente fatali al popolo romano. La sua fama di virtù era poi smentita dalla condotta tenuta coi Salamini, con cui aveva dato prova di un'avidità che a stento trovava confronti con Verre, dall'assunzione degli incarichi offertigli da Cesare e dal giuramento di fedeltà che pronunciò mentre si apprestava a ucciderlo.
In Germania intanto Herder compose il Brutus, una cantata musicata da J.C.F. Bach (1774) e in cui il personaggio di Bruto era mutuato da Shakespeare, ma interpretato con uno spirito che era già romantico.
Autore di tre drammi sull'argomento, non destinati alla rappresentazione, fu anche lo scrittore svizzero J.J. Bodmer: Marcus Brutus, Julius Caesar (1763) e Brutus und Kassius Tod (1782), animati da ideali patriottici e anti-tirannici.
Bruto fu, negli anni della Guerra d'indipendenza americana, uno degli eroi dei rivoluzionari americani e il patriota Josiah Quincy, nel 1774, esortò gli americani a imitare il grande e nobile Bruto consacrandosi al servizio del proprio paese.
Anche durante la rivoluzione francese il nome di Bruto, spesso confuso con il più celebrato fondatore della repubblica romana, fu molto prestigioso e, nuovamente dopo molti secoli, tornò a godere di largo consenso anche sul continente: nella Convenzione fu collocato un busto di Bruto di cui si produssero molte copie destinate al commercio; nella cattedrale di Nevers fu celebrata una fête de Brutus; una città della provincia sostituì il proprio santo patrono con Bruto; Bruto fu il nome dato a un quartiere e a una strada di Parigi e, nel periodo in cui furono di moda i nomi classici, Brutus fu uno dei più diffusi.
Nello stesso anno in cui scoppiò la Rivoluzione francese, Vittorio Alfieri pubblicò la tragedia Bruto Secondo, dedicandola al futuro popolo italiano e che seguiva a un precedente dramma su Lucio Bruto, il Bruto Primo, in cui si era voluto cimentare sul medesimo argomento trattato in una delle sue tragedie anche da Voltaire. Probabilmente l'influenza di Voltaire e in particolare de La Mort de César è da rintracciare anche nella stesura del Bruto Secondo: anche qui infatti Bruto è figlio di Cesare e il dramma è incentrato sul loro complesso rapporto e sul drammatico conflitto fra l'amore che li lega e la fedeltà di Bruto a Roma e alla repubblica. La tragedia si chiude col discorso di Bruto al popolo romano, in cui rivela che il tiranno ucciso era suo padre. Benché Bruto sentisse di meritare la morte per ciò che aveva fatto, tuttavia deve continuare a vivere per la sicurezza di Roma e, nonostante tutti debbano piangere Cesare, nessuno però dovrebbe desiderarlo vivo.

### L'Ottocento: il Romanticismo e la nascita della storiografia moderna
Alla rivoluzione francese seguì la disillusione di molti intellettuali che in gioventù erano stati di sentimenti rivoluzionari, tra cui lo stesso Alfieri e William Wordsworth, che nelle Excursion (3, 769-777), di fronte all'orrore provocato dal fanatismo dei rivoluzionari francesi, scriveva come i più leali alla causa fossero "spinti a esclamare, / come fece Bruto, rivolgendosi alla virtù, 'Libertà / io ti venerai, e scoprii che tu eri soltanto un'ombra'".
Quella frase, pronunciata, secondo Plutarco, da Bruto in punto di morte, ebbe un profondo effetto anche su Giacomo Leopardi, il quale scrisse che, in tutte le memorie dell'antichità, non si trovava "voce più lagrimevole e spaventosa, e con tutto ciò, parlando umanamente più vera" di essa. E fu proprio questa a ispirargli il Bruto minore (1821), una canzone che rappresenta Bruto, dopo la sconfitta di Filippi, solo in una notte di luna, pronto a togliersi la vita mentre attacca gli dei, i quali non si curano degli uomini, e rivendica la legittimità del suicidio. La canzone, in coppia con l'Ultimo canto di Saffo, ha come tema principale il trittico leopardiano di virtù, amore e suicidio. Leopardi, che ammirava Bruto umanamente e politicamente, sulla scia di Alfieri, uno dei suoi miti giovanili, scrisse anche due prose incompiute che hanno Bruto tra i personaggi, incluse poi nelle Operette morali, intitolate Comparazione delle sentenze di Bruto minore e di Teofrasto vicini a morte e Dialogo: ...filosofo greco, Murco senatore romano, popolo romano, congiurati.
Nella Germania di Federico Guglielmo III di Prussia largamente diffusa era invece l'ammirazione per la monarchia, di cui dà testimonianza l'esimio storico Wilhelm Drumann, autore di uno studio sul passaggio dalla repubblica al principato (1834-44). Bruto era da lui descritto come un sognatore privo di senso della realtà, tendente alla depressione, privo di esperienza e incapace di comprendere i grandi cambiamenti in atto e le nuove necessità della società del suo tempo.